# Xã Graham, Quận Benton, Minnesota
Xã Graham (tiếng Anh: Graham Township) là một xã thuộc quận Benton, tiểu bang Minnesota, Hoa Kỳ. Năm 2010, dân số của xã này là 582 người.